# Ophiothela beauforti
Ophiothela beauforti är en ormstjärneart som först beskrevs av Engel 1949.  Ophiothela beauforti ingår i släktet Ophiothela och familjen Ophiothrichidae. Inga underarter finns listade i Catalogue of Life.